# Memories of a Pioneer
Memories of a Pioneer est un film muet américain réalisé par Francis Ford et sorti en 1912.

## Fiche technique
- Réalisation : Francis Ford
- Durée : 10 minutes
- Date de sortie :
  - États-Unis : 11 juin 1912

## Distribution
- J. Barney Sherry
- Ray Myers